# Librantowa
Librantowa – wieś w Polsce, położona w województwie małopolskim, w powiecie nowosądeckim, w gminie Chełmiec. W ciągu wieków używano w dokumentach pisanych następujacych nazw miejscowości: 1389 r. – Hildbrantowa, 1394 r. – Hilbrantowa, 1400 r. – Helbranthowa, 1412 r. – Lybranthow/Lybrantowa/Librantowa, 1448 r. – Hilbrantowa utraque Maior et Minor [czyli Librantowa obie, większa i mniejsza], 1470–80 – Ilbramtowa Maior i Minor; 1529 – Lybranthowa/Lubranthowa; 1581 r. – Librantowa

## Integralne części wsi
| części wsi | Bucze, Dzwonek, Folwark, Góry, Grabie, Granica, Łęgi, Mała Wieś, Malinie, Michalikówka, Odłęcze, Olchówka, Pasternia, Pod Folwarkiem, Podlesie, Przedewsie. Skałka, Wiszyny, Zakarczmie |

## Położenie
Wieś leży na Pogórzu Środkowobeskidzkim na pograniczu zachodniej części Kotliny Sądeckiej i Pogórza Rożnowskiego, które rozciąga się pomiędzy dolinami rzek Dunajec i Biała. Najwyższym wzniesieniem w okolicy jest Dąbrowska Góra (583 m) i Kobylnica (579 m) leżąca w granicach pobliskiej Miłkowej. Wioska położona jest na wzgórzach dochodzących do wysokości 542 m n.p.m. Graniczy z gminą Korzenna (Łęką Siedlecką, Siedlcami, Słowikową), Klimkówką, Naściszową, Januszową i Boguszową. 

## Historia
Liczne wzmianki o Librantowej w dokumentach średniowiecznych od XV do XVI w. przetłumaczone z języka łacińskiego, przedstawione są w "Słowniku historyczno-geograficznym ziem polskich w średniowieczu" pod hasłem "Librantowa" opracowanym przez Janusza Kurtykę. Wiele informacji zawarte jest także pod hasłem Ilbrantowa w Słowniku geograficznym Królestwa Polskiego i innych krajów słowiańskich. Autorem tego hasła jest najprawdopodobniej Maurycy Maciszewski (1847–1917) pochodzący z Bochni stały współpracownik redakcji Słownika. 

### Właściciele i fundacje
- Z początkiem – własność królewska pochodząca od księżnej wdowy krakowskiej, następnie przekazana w użytkowanie wieczyste szlachcie.
- W 1394 r. rajcy nowosądeccy otrzymali od Zawiszy Czerwonego (z Oleśnicy) w wieczyste zarządzanie na rzecz szpitala św. Ducha wsie: Januszowa, Kwieciszowa, Librantowa, Wolfowa i Boguszowa. Królowa Jadwiga nadała na utrzymanie szpitala roczne świadczenie – 6 groszy – od tych dóbr, które miały zostać zwolnione z opłat królewskich .
- W 1400 r. biskup krakowski Piotr Wysz zatwierdził fundację szpitala i jego wsparcie m.in. w Librantowej oraz dobrach inwentarza (100 owiec i bydła) .
- W 1412 r. rajcy przekazali Norbertanom w Nowym Sączu uposażenie szpitala, w tym Librantową .
- W roku 1412 r. oraz za pontyfikatu papieża „antypapieża” Jana XXIII (1410–1415) potwierdzono fundację i tytuł własności Librantowej na rzecz klasztoru norbertanów .
- W latach 1470–80 prawo własności było podzielone: Librantowa Maior (większa) – 6 łanów kmiecych, z karczmą, zagrodami; Librantowa Minor – 5 łanów bez karczmy, folwarku ani młyna. Kmiecie płacili dziesięcinę (owce, koguty, ser), świadczyli roboty i popis (pomoc przy wojsk).
- W 1518 r. Zygmunt I Stary rozstrzygnął spór, potwierdzając prawa klasztoru norbertańskiego do Librantowej oraz innych wsi, z obowiązkiem płacenia dochodów na szpital[10].
- W 1529 r. klasztor otrzymywał czynsz w wysokości 3½ – 4 grosze.
- W 1564 r. opat oświadczył, że klasztor posiada 100 łanów, na których ulokowano pięć wsi – w tym Librantową. Roczny czynsz wynosił 6 groszy praskich.
- W 1581 r. wykazano: 14 łanów kmiecych, 4 zagrody z rolą, 8 dwuizbowych gospodarstw z bydłem, 7 bez bydła, oraz rzeźnika .

### Status prawny i lokacja Librantowej
- 1299 r. – książęca darowizna dla Jana Bogacza, z prawem lokowania wsi, sądzeniem osadników: sąd najcięższych spraw w rękach księżnej lub Klarysek sądeckich.
- 1314 r. – Jan Bogacz przekazał obszar w użytkowanie wieczyste miastu Nowy Sącz obszar, który obejmował Januszową, Boguszową, Kwieciszową, Librantową i Wolfową..
- ok. 1370–82 – król Ludwik Węgierski zamienia czynsz srebrny (6 grzywien) na grosz praski, potwierdza immunitet sądowy.
- 1384 r. – królowa Jadwiga potwierdza nabycie Januszowej przez Zydla Langa i przeniesienie jej na prawo niemieckie z immunitetem sądowym, a jednocześnie potwierdza immunitet ustanowiony przez Ludwika.
- 1384–1389 – lokacja Librantowej, prawdopodobnie przeprowadzona przez Zydla Langa; data lokacji możliwa także w 1389 lub nieco wcześniej.
- 1389 r. – sąd sądecki potwierdza sprzedaż Januszowej, Librantowej i innych wsi przez Zydla Langa Kasprowi Krugelowi z Lwowa.
- 1412 r. – Władysław Jagiełło co do przeniesienia wsi z prawa polskiego na niemieckie (średzkie), na prośbę opata norbertanów.

### Obowiązki dziesięcinne na rzecz kościoła
- 1448 r. – biskup krakowski Zbigniew Oleśnicki, erygując kolegiatę w Nowym Sączu, przekazuje wikariuszom (w ramach uposażenia kolegiaty) z Librantowej Maior (Większej) i Minor (Mniejszej), prawo do poboru dziesięciny: ćwiertnia owsa od każdego kmiecia i 1 grosz od komornika, zagrodnika, młynarza i pasterza.
- 1470–80 – w Librantowej dziesięcina płacona biskupowi krakowskiemu.
- 1529 r. – grupa ośmiu wsi, w tym Librantowej, płaciła razem dziesięcinę snopową wartą 36 groszy biskupowi krakowskiemu; Librantowa płaciła też meszne w owsie dla wikariuszy kolegiaty.

### Librantowa w XIX w.
Cały szereg interesujących informacji na temat Librantowej w XIX w. można wyczytać w Słowniku geograficznym Królestwa Polskiego i innych krajów słowiańskich, Tom V. Autor hasła Librantowa, prawdopodobnie Maurycy Maciszewski (1847–1917), podaje, że wioska 1784 r. należała do austriackiego tzw. funduszu religijnego. W 1829 r. wraz z wsiami Naściszowa, Kwieciszowa, Boguszowa, Grabowa, Brzezie, Bobków, Łęg i Piątkowa została sprzedana za 8150 złotych reńskich Józefowi Hebenstreitowi. Po 1867 r. była to wspólna gmina: Librantowa z Boguszową. Obszar dworski obejmował grunty orne: 88 morgów, łąki i ogrody: 10 morgów, pastwiska: 36 morgów, las iglasty: 215 morgów. Posiadłości chłopskie: grunty orne: 562 morgi, łąki i ogrody: 137 morgów, pastwiska: 173 morgi, lasy i zarośla: 259 morgów (miary austriackie – tzw. morgi austriackie, czyli ok. 0,5755 ha). Grunty głównie nadające się pod uprawę żyta.
Wg Słownika geograficznego Królestwa Polskiego... w Librantowej miała istnieć kopalnia nafty i mała fabryka wyrobów z oleju skalnego. Autor podaje, że kopalnie badane były w 1875 roku przez E. Windakiewicza oraz dr. E. Dunikowskiego. Znajdują się one w zagłębieniu góry. Najgłębszy szyb (studnia) osiąga 280 stóp głębokości (czyli ok. 82 metry), jednak ropa naftowa pojawia się już na głębokości 10 sążni (czyli ok. 19 metrów), po czym znika.

## Zabytki
Cmentarz „Dzwon Loretański”, na którym znajduje się Mogiła zbiorowa żołnierzy polskich i szwedzkich z czasów Jana Kazimierza. W 1655 rozegrała się bitwa między wojskami szwedzkimi a wojskami króla polskiego podróżującego z Opola przez Żarnów do Lwowa. W latach 70. XX w. podczas remontu drogi odkopano kości żołnierzy Jana Kazimierza. Obiekt wpisany do rejestru zabytków nieruchomych województwa małopolskiego.  
- Kapliczka murowana z 1632 roku[14];

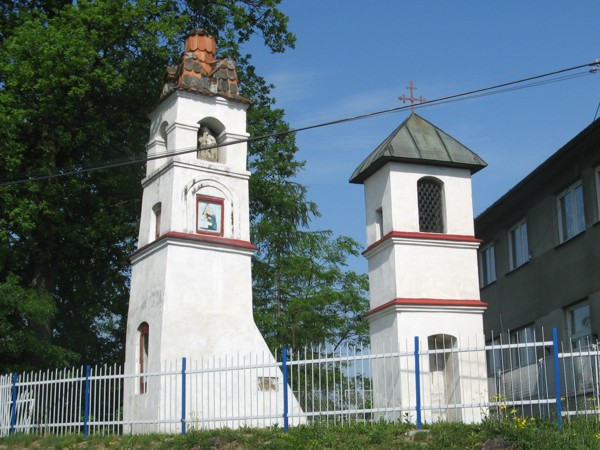
Kapliczka i dzwonnica

- dzwonnica z pierwszej połowy XIX wieku[15].

Kapliczka ma kształt czworościennego słupa o trzech kondygnacjach, o zwieńczeniu w formie pięciu cylindrycznych wieżyczek, nakrytych stożkowymi daszkami. Dzwonnica również otrzymała formę czworościennego słupa, analogicznie do kapliczki jest trój kondygnacyjna.

### W XX w.
W latach 1954–1960 Librantowa była siedzibą Gromadzkiej Rady Narodowej. W 1961 r., po jej likwidacji, przyłączono wieś do GRN w Siedlcach. Lata 1973–1977 to przynależność Librantowej do gminy wiejskiej Nowy Sącz. Od 1977 r. jest sołectwem gminy Chełmiec.
W latach 1954–1961 wieś należała i była siedzibą władz gromady Librantowa, po jej zniesieniu w gromadzie Siedlce. W latach 1975–1998 wieś administracyjnie należała do województwa nowosądeckiego.

## Liczba mieszkańcow
Na podstawie dostępnych "online" w elektronicznej bibliotece KUL Schematyzmów Diecezji Tarnowskiej można prześledzić liczbę katolików podawaną przez proboszczów z Siedlec. Poniższa tabela ilustruje dynamikę wzrostu w latach od 1855 do 1939 r. W związku z tym, że od czasów józefińskich w zaborze austriackim parafie pełniły w pewnej mierze obowiązki dzisiejszych Urzędów Stanu Cywilnego, schematyzmy można traktować jako stosunkowo wiarygodne źródło informacji. Informacje nie uwzględniają osób wyznania mojżeszowego. W poszczególnych schematyzmach podawana jest jedynie liczba Żydów mieszkających w całej parafii, jednak autor hasła "Librantowa" w Słowniku Geograficzny Królestwa Polskiego zaznacza, że wszyscy mieszkańcy są wyznania rzymskokatolickiego. Było to pewnym wyjątkiem na tym terenie. 
| Rok  | Liczba mieszkańców |
| 1855 | 260                |
| 1861 | 238                |
| 1865 | 267                |
| 1870 | 336                |
| 1875 | 352                |
| 1880 | 399                |
| 1894 | 470                |
| 1900 | 505                |
| 1910 | 613                |
| 1914 | 629                |
| 1919 | 634                |
| 1926 | 641                |
| 1936 | 917                |
| 1939 | 917                |

Urzad Gminy Chełmiec podaje na swojej oficjalnej stronie internetowej, że obecnie (rok 2025) w Librantowej mieszka 1379 osób. 

## Oświata
W Librantowej funkcjonuje szkoła podstawowa im. Józefa Bieńka historyka, poety, żołnierza Batalionów Chłopskich i Armii Krajowej, Honorowy Obywatel Miasta Nowego Sącza. Szkoła w Librantowej ma bogata historię. W 1875 roku, dzięki staraniom nauczyciela Józefa Pietrusińskiego i wójta Jana Bieńka, wybudowano drewniany budynek szkolny, w którym kontynuowano edukację dzieci. Szkoła ta odgrywała ważną rolę w krzewieniu kultury w Librantowej. Słowa hymnu szkoły wyznaczają program wychowawczy:
I nikt nie zniszczy naszej siły:
wyjdziem zwycięsko z burz i wojen,
gdy serca rodzin będą biły-
wiarą, miłością i pokojem!

## Sport
Od 1998 roku działa w Librantowej piłkarski Ludowy Klub Sportowy Librantovia Librantowa, występujący w nowosądeckiej A klasie.

## Religia
W Librantowej działa Parafia św. Alberta Chmielowskiego. Od roku 1801 Librantowa należała do parafii w Siedlcach. Ks. Stanisław Tokarczyk w latach 70. XX w. zaczął czynić pierwsze starania o budowę kościoła Librantowej. Pozwolenie na budowę kaplicy uzyskano w 1984 r. Władze diecezji tarnowskiej do administratorstwa budowy wyznaczyli ks. Stanisława Żurata, a następnie ks. Stanisława Kumiegę. Plac pod budowę poświęcono 12 sierpnia 1984 r., a budowa rozpoczęła się dzień później. 18 października 1984 r. został zatwierdzony tytuł kaplicy (pod wezwaniem błogosławionego brata Alberta Chmielowskiego) przez ówczesnego biskupa tarnowskiego Jerzego Ablewicza. Kościół żelbetowy powstał w latach 1983–1987 według projektu Pawła Dygonia.
15 czerwca 1985 r. bp Piotr Bednarczyk poświęcił i wmurował kamień węgielny, a 5 czerwca 1988 r. odbyła się konsekracja kaplicy przez tego samego biskupa. 3 listopada 2002 r. z chwilą erygowania parafii przez bpa Wiktora Skworca dotychczasową kaplicę podniesiono do rangi kościoła parafialnego pw. św. Alberta Chmielowskiego.

## Ochotnicza Straż Pożarna w Librantowej
Jednostka OSP w Librantowej została utworzona w 2002 roku, przy której funkcjonuje Orkiestra Dęta. Orkiestra ma na swoim koncie wiele sukcesów, bierze czynny udział w lokalnych imprezach, a także reprezentuje region poza granicami kraju: Festiwal "Balkan Folk Fest" w Bułgarii, Międzynarodowy Festiwal Orkiestr Dętych w Karlowych Varach, Festiwal Muzyczno-taneczny w Csongrád, Węgry.

## Zespół Regionalny „Librantowianie”
W Librantowej od 2014 roku działa Zespół Regionalny „Librantowianie”, którego celem jest ochrona od zapomnienia oraz kultywowanie tradycji Lachów Sądeckich i Pogórzan. W regionie główną rolę ogrywają melodie i tańce grupowe oparte na rytmie walca o charakterze lirycznym, obecne są również żywe tańce z podkładem muzycznym kontrabasu, klarnetu i trąbki.

## Literatura źródłowa
- J. Sygański, Historia Nowego Sącza, t. III (1902), s. 48–85.
- K. Dziwik, „Z badań nad stosunkami własnościowymi…”, Rocznik BPAN 4 (1958), s. 113–127; oraz „Struktura i rozmieszczenie feudalnej własności…”, Rocznik BPAN 7/8 (1961/62), s. 72–74.
- S. Płaza, Sołectwa w powiecie sądecko-czchowskim XIII–XVIII, Rocznik Sądecki 9 (1968), s. 63–64.
- J. Rajman, Osadnictwo okolic Nowego Sącza i kształtowanie się strefy podmiejskiej (XIII-XV w.), [w:] Dzieje miasta Nowego Sącza, t. 1, pod red. F. Kiryka, Warszawa 1992.
- M. Barański, Dominium sądeckie: od książęcego okręgu grodowego do majątku klasztoru klarysek sądeckich, Warszawa 1992, s. 23.